# Kwinti
I Kwinti sono un gruppo etnico diffuso in Sudamerica nord-orientale, dove abitano lungo il fiume Coppename, nel distretto del Sipaliwini in Suriname, oltre che in Guyana francese.

## Storia
I Kwinti discendono dai cimarroni, schiavi africani sfuggiti ai loro padroni e rifugiatisi nel folto della foresta pluviale. Le prime comunità Kwinti nascono nel XVII secolo nei pressi del fiume Corentyne, in un'area denominata Duivelsbroekzwamp. Fino al XX secolo essi sono stati chiamati Kofimaka, in quanto nel 1770 il loro primo villaggio nei pressi del fiume Saramacca era governato da un capitano di nome Kofi o Coffy, eletto giovanissimo nel 1743 e rimasto in carica fino alla sua morte, nel 1827.
Nonostante già nel 1684 il governatore Cornelis van Aerssen van Sommelsdijck stipulasse con loro un trattato di pace che riconosca la loro libertà ed indipendenza in cambio della cessazione delle ostilità nei confronti dei coloni, a differenza degli Aluku, fieri guerriglieri, i Kwinti si sono sempre mostrati pacifici verso i bianchi, cercando di evitare il contatto e il conflitto coi colonizzatori e rimanendo esclusi dai trattati di pace coi cimarroni del 1760. L'unico attacco accertato di cui si abbia notizia da parte dei Kwinti avvenne nel 1783 sotto la guida del sopracitato Kofi, ai danni della piantagione La Bonne Amitié.

Al contrario, i Kwinti diedero luogo a numerose battaglie sia con le tribù amerindie locali, che con le altre comunità di cimarroni e con i gruppi di schiavi foraggiati dai coloni olandesi, che contro di essi organizzavano veri e propri pogrom: un esempio sono le spedizioni che a partire dal 1765 vennero organizzate da uno schiavo chiamato Capitan Joo assieme a 24 altri schiavi, al fine di distruggere gli orti ed i villaggi Kwinti, in seguito alla loro scoperta nel 1750 da parte di coloni olandesi guidati da uno schiavo fuggito e ricatturato di nome Cojo. L'ostilità nei confronti dei cimarroni da parte degli schiavi si può spiegare almeno parzialmente che essi compivano frequenti raid nelle piantagioni al fine di rapire le donne, e che ciascun partecipante alla spedizione riceveva 25 fiorini più altri 50 per ciascuna mano destra di un cimarrone consegnata. In base ai raid degli schiavi, a volte accompagnati dalle truppe coloniali o da cimarroni fatti prigionieri e costretti a condurre il manipolo verso nuovi villaggi, si stima che nel XVIII secolo non dovevano esserci più di 400 Kwinti. Nel 1769 il governatore Jean Nepveu istituì un corpo di 300 afro-surinamensi liberi, denominati redimusu o ranger neri per proseguire la lotta ai cimarroni: essi vennero però quasi immediatamente dirottati verso le comunità Aluku, che nel frattempo avevano aperto le ostilità.
Nel 1776 i Kwinti oltrepassarono nuovamente il fiume Saramacca per fondare nuovi villaggi, scontrandosi con le tribù amerindie: nel 1779 a questo conflitto fra cimarroni e amerindi si aggiunse l'invio da parte del governo coloniale di nuovi contingenti, fra i quali erano presenti anche degli Ndyuka. Per difendersi, i Kwinti fortificarono i villaggi principali e disseminarono le piste che ad essi conducevano di trappole e sentinelle: contemporaneamente, il 26 novembre 1783 essi diressero nuovamente un raid verso la piantagione La Bonne Amitié, uccidendone il supervisore e prendendo con sé dodici schiavi (fra cui nove donne).
Dopo questi episodi, per quasi tutto il XIX secolo non si ha notizia dei Kwinti, che pur non avendo firmato armistizi o trattati non effettuano più sortite nelle piantagioni, e viceversa non vengono bersagliati da raid da parte dei coloni o degli amerindi. Pare che durante questo periodo essi anzi consegnassero gli schiavi fuggiaschi alla vicina comunità dei Matawai, che a sua volta li riconsegnava alle autorità in cambio di una ricompensa da dividere coi Kwinti stessi.

Solo nel 1887 i Kwinti sono stati riconosciuti dal governo olandese uomini liberi, ed è stato riconosciuto come loro capo Allemoen. 

## Lingua
I Kwinti parlano una lingua creola, il kwinti, molto simile all'aluku e al paramaccano, basata in massima parte sull'inglese con influenze dalle lingue africane, dal portoghese, ed in minima parte anche dal francese e dall'olandese.